# 1769
| [ Edytuj tabelę ]              | |
| Król Polski                    | - 1764 Stanisław August Poniatowski 1795 |
| Emir Afganistanu               | - 1747 Ahmed Szah Abdali (padyszach) 1772 |
| Współksiążęta Andory           | - 1763 Francesc Fernández de Xátiva y Contreras 1771 - 1715 Ludwik XV 1774                                                                                        |
| Elektor Bawarii                | - 1745 Maksymilian III Józef 1777 |
| Sułtan Brunei                  | - 1762 Omar Ali Saifuddin I 1795 |
| Cesarz Chin                    | - 1735 Qianlong 1796 |
| Król Czech                     | - 1743 Maria Teresa 1780 |
| Król Danii                     | - 1766 Chrystian VII 1808 |
| Dalajlama                      | - 1758 Jamphel Gjaco 1804 |
| Cesarz Etiopii                 | - 1755 Joas I 1769 |
| Król Francji                   | - 1715 Ludwik XV 1774 |
| Król Gruzji                    | - 1762 Herakliusz II 1798 |
| Król Hiszpanii                 | - 1759 Karol III 1788 |
| Landgraf Hesji-Kassel          | - 1760 Fryderyk II Heski 1785 |
| Stadhouder Holandii            | - 1751 Wilhelm V Orański 1795 |
| Szach Iranu                    | - 1750 Karim Chan 1779 |
| Państwo Wielkich Mogołów       | - 1759 Shah Alam II 1806 |
| Król Irlandii                  | - 1760 Jerzy III Hanowerski 1820 |
| Cesarz Japonii                 | - 1762 Go-Sakuramachi 1770 |
| Kalif                          | - 1757 Mustafa III 1773 |
| Patriarcha Konstantynopola     | - 1768 Melecjusz II 1769 - 1769 Teodozjusz I 1773 |
| Władca Korei                   | - 1724 Yŏngjo 1776 |
| Książę Kurlandii i Semigalii   | - 1763 Ernest Jan Biron 1769 - 1769 Piotr Biron 1795 |
| Emir Kuwejtu                   | - 1762 Abd Allah I 1814 |
| Książę Liechtensteinu          | - 1748 Józef Wacław 1772 |
| Sułtan Maroka                  | - 1757 Muhammad III 1790 |
| Książę Monako                  | - 1733 Honoriusz III 1793 |
| Król Nawarry                   | - 1710 Ludwik XV 1774 |
| Król Nepalu                    | - 1768 Prithvi Narayan 1775 |
| Król Norwegii                  | - 1766 Chrystian VII 1784 |
| Sułtan Omanu                   | - 1749 Ahmad ibn Sa’id 1783 |
| Elektor Palatynatu             | - 1742 Karol IV Teodor 1799 |
| Papież                         | - 1758 Klemens XIII 1769 - 1769 Klemens XIV 1774 |
| Książę Parmy i Piacenzy        | - 1765 Ferdynand 1802 |
| Król Portugalii                | - 1750 Józef 1777 |
| Król w Prusach                 | - 1740 Fryderyk II Wielki 1772 |
| Car Rosji                      | - 1762 Katarzyna II Wielka 1796 |
| Cesarz Rzymski (niemiecki)     | - 1765 Józef II Habsburg 1790 |
| Kapitanowie Regenci San Marino | - 1768 Costantino Bonelli Giovanni Antonio Malpeli 1769 - 1769 Baldassarre Giangi Marc' Antonio Tassini 1769 - 1769 Filippo Manenti Francesco Antonio Casali 1770 |
| Elektor Saksonii               | - 1763 Fryderyk August III 1806 |
| Król Sardynii                  | - 1730 Karol Emanuel III 1773 |
| Król Szwecji                   | - 1751 Adolf Fryderyk 1771 |
| Król Tajlandii                 | - 1769 Taksin 1782 |
| Sułtan Turków                  | - 1757 Mustafa III 1774 |
| Doża Wenecji                   | - 1763 Alvise Giovanni Mocenigo 1779 |
| Król Węgier                    | - 1740 Maria Teresa 1780 |
| Monarcha Wielkiej Brytanii     | - 1760 Jerzy III 1820 |
| Premier Wielkiej Brytanii      | - 1768 Augustus Henry Fitzroy 1770 |

Rok 1769 / MDCCLXIX
stulecia: XVII wiek ~
XVIII wiek ~
XIX wiek

lata: 1759 «
1764 «
1765 «
1766 «
1767 «
1768 «
1769
» 1770
» 1771
» 1772
» 1773
» 1774
» 1779

## Wydarzenia w Polsce
- 8 marca – konfederacja barska: Rosjanie zdobyli twierdzę Okopy Świętej Trójcy.
- 19 marca – konfederacja barska: bitwa pod Pakością.
- 6 kwietnia – konfederaci barscy stoczyli bitwę z Rosjanami pod Rogami i Miejscem koło Krosna, w której został ranny gen. Kazimierz Pułaski.
- 8 kwietnia – konfederaci barscy pokonali Rosjan w bitwie pod Iwlą.
- 12 lipca – zwycięstwo konfederatów barskich nad Rosjanami w bitwie pod Słonimem.
- 13 lipca:
  - na Litwie wybuchło powstanie szawelskie.
  - konfederacja barska: zwycięstwo Rosjan w bitwie pod Białymstokiem.
- 11 sierpnia – konfederacja barska: wojska rosyjskie rozpoczęły oblężenie Zamku Lubomirskich w Rzeszowie, zdobytego następnego dnia.
- 13 września:
  - konfederacja barska: bitwa pod Orzechowem.
  - konfederacja barska: początek bitwy pod Włodawą.
- 14 września:
  - konfederacja barska: bitwa pod Radominem.
  - konfederacja barska: bitwa pod Tarpnem.
- 15 września – konfederacja barska: bitwa pod Łomazami.
- 2 listopada – upadek wieży katedry wileńskiej spowodował śmierć 6 księży.

Daty Nieznane:
- Kazimierz Pułaski bronił Okopów Świętej Trójcy przed przeważającą armią rosyjską.
- Austria zajęła starostwo spiskie.

## Wydarzenia na świecie
- 5 stycznia – James Watt opatentował swoją maszynę parową.
- 29 stycznia – książę elektor Saksonii Fryderyk August I ożenił się z Amalią Wittelsbach.
- 12 kwietnia – James Cook odkrył Wyspy Pod Wiatrem na Pacyfiku.
- 19 maja – wybrano na 229 papieża Lorenzo Ganganelliego, który przybrał imię Klemens XIV.
- 3 czerwca – przejście Wenus na tle tarczy Słońca.
- 25 sierpnia – spotkanie Fryderyka II i Józefa II w Nysie.
- 21 września – Klemens XIV opublikował encykliki Decet quam maxime o korupcji wśród kleru oraz Inter multiplices o administrowaniu parafii.
- Grudzień – bitwa pod Fagit.

- Nicolas Cugnot skonstruował pierwszy na świecie pojazd z napędem parowym (artyleryjski ciągnik parowy).
- Francuska Kompania Wschodnioindyjska rozwiązana ze względu na zły stan finansów.
- Ostatni w dziejach najazd tatarski na Rosję.

## Urodzili się
- 7 stycznia - William Hill Wells, amerykański prawnik, polityk, senator ze stanu Delaware (zm. 1829)
- 13 lutego – Iwan Kryłow, rosyjski poeta i bajkopisarz (zm. 1844)
- 6 maja – Ferdynand III, wielki książę Toskanii (zm. 1824)
- 29 maja – Anna Maria Taigi, włoska mistyczka, błogosławiona katolicka (zm. 1837
- 1 czerwca – Józef Elsner, polski kompozytor i pedagog (zm. 1854)
- 6 lipca – Stefan Franciszek Deusdedit de Ravinel, francuski duchowny katolicki, męczennik, błogosławiony (zm. 1792)
- 15 sierpnia – Napoleon Bonaparte, cesarz Francuzów (zm. 1821)
- 23 sierpnia – Georges, baron, de Cuvier, francuski przyrodnik (zm. 1832)
- 29 sierpnia – Róża Filipina Duchesne, francuska zakonnica, święta katolicka (zm. 1852)
- 14 września – Aleksander von Humboldt, niemiecki przyrodnik i podróżnik (zm. 1859)
- 20 listopada - Stanisław Kostka Choromański, polski duchowny katolicki, biskup sejneński, arcybiskup warszawski (zm. 1838)
- 9 grudnia - Ksawery Starzeński, polski szlachcic, ichtiolog (zm. 1828)
- 16 grudnia - Antoni Amilkar Kosiński, polski generał (zm. 1823)
- 17 grudnia - Kajetan Kowalski, polski duchowny katolicki, biskup warszawski (zm. 1840)

- data dzienna nieznana: 
  - Łucja Kim, koreańska męczennica, święta katolicka (zm. 1839)
  - Arthur Wellesley książę Wellington, wódz i polityk brytyjski (zm. 1852)

## Zmarli
- 2 lutego – Klemens XIII, papież (ur. 1693).
- 15 września – Franciszek Ksawery Pułaski, konfederat barski, brat Kazimierza (ur. 1743)
- 13 grudnia – Christian Fürchtegott Gellert, niemiecki myśliciel i poeta (ur. 1715)
- data dzienna nieznana: 
  - Hakuin Ekaku – wybitny japoński mistrz zen (ur. 1685)

## Zdarzenia astronomiczne
- 3 czerwca – przejście Wenus na tle tarczy słonecznej[1]

## Święta ruchome
- Tłusty czwartek: 2 lutego
- Ostatki: 7 lutego
- Popielec: 8 lutego
- Niedziela Palmowa: 19 marca
- Wielki Czwartek: 23 marca
- Wielki Piątek: 24 marca
- Wielka Sobota: 25 marca
- Wielkanoc: 26 marca
- Poniedziałek Wielkanocny: 27 marca
- Wniebowstąpienie Pańskie: 4 maja
- Zesłanie Ducha Świętego: 14 maja
- Boże Ciało: 25 maja